# Ducula poliocephala
Ducula poliocephala là một loài chim trong họ Columbidae.